# Pierenbad (Aldo van Eyck)
Pierenbad is toegepaste kunst ontworpen door architect Aldo van Eyck.

## Achtergrond
Aldo van Eyck was enige tijd werkzaam bij de Dienst der Publieke Werken in Amsterdam. Samen met Jacoba Mulder was hij verantwoordelijk voor de inrichting van honderden speelplaatsen in met name Amsterdam Nieuw-West, een wijk die destijds uit de grond werd gestampt. Voor die speelplaatsen ontwierp Van Eyck een zestal klimtoestellen (toren, trechter, koepel, tunnel, etc.), waarvan de iglo (de klimkoepel, ook wel 'eskimohut' genoemd) wellicht het bekendst is geworden. Voor een beperkt aantal ontwierp Van Eyck pierenbadjes. Deze zijn allemaal rond, hebben een blauwe bodem en zijn te herkennen aan zogenaamde stapstenen die in de vorm van een tegendraads cirkelsegment in het bad liggen. Die stapstenen moesten kinderen aanzetten tot bewegen (motto van Van Eyck was: kinderen moeten bewegen, toestellen moeten stilstaan), maar kunnen ook gebruikt voor pootjebaden. In de kromming van die cirkel stond dan weer een fonteintje.
Het pierenbadje van Van Eyck kwam maar zelden voor en in de loop der jaren is een groot deel van de zevenhonderd door hem en Mulder ingerichte speelplaatsen verdwenen of onherkenbaar aangepast. De pierenbaden van Van Eyck zijn in 2020 nog terug te vinden in onder andere het Gerbrandypark, Oosterpark, Vondelpark (nabij het Kattenlaantje), Beatrixpark en het Amsterdamse Bos. 
Die in het Oosterpark, Vondelpark en Beatrixpark werden in 2019 door dagblad Het Parool verkozen tot behorend tot de beste elf pierenbadjes in Amsterdam. Het pierenbadje in het Oosterpark vormt het restant van een uitgebreidere speelplaats met toestellen van Van Eyck. Het bad kreeg, nadat het voor sloop gespaard bleef, in 2015 een klim- en glijrots.
Het Rijksmuseum Amsterdam heeft van de klimtoestellen een aantal in haar collectie opgenomen, doch dat is bij deze pierenbadjes niet mogelijk.